# Весёлая вдова
Весёлая вдова (нем. Die lustige Witwe) — оперетта в трёх актах австро-венгерского композитора Франца Легара. Впервые поставлена в венском театре «Ан дер Вин» 30 декабря 1905 года. Либретто Виктора Леона и Лео Штейна по мотивам комедии французского драматурга Анри Мельяка «Атташе посольства» (Henri Meilhac, «L’attaché d’ambassade», 1862).
«Весёлую вдову» заслуженно называют «королевой оперетт». Остроумное либретто, проникновенная красочная музыка Легара обеспечили ей неувядаемую популярность, это одна из самых известных оперетт в мире и самая известная оперетта Легара. Не только широкая публика, но и многие знатоки высоко оценивали остроумие и жизнерадостный лиризм «Весёлой вдовы». Например, Сергей Рахманинов в письме 1907 года сообщал:
А то я ещё видел оперетку «Die lustige Witwe». Хоть и сейчас написано, но тоже гениально… Великолепная вещь.

## История создания
Основой для либретто «Весёлой вдовы» послужила комедия Анри Мельяка «Атташе посольства». При переделке либреттисты заменили мелкое германское княжество на балканское Понтеведро (или Монтенегро, то есть Черногорию) и соответственно изменили все имена на славянские. Надо пояснить, что Черногория в начале XX века была должна австрийским и другим банкам огромные суммы, и этот мотив иронически обыгрывается в оперетте.
Первоначально (1904) музыку «Весёлой вдовы» поручили написать другому композитору, 55-летнему Рихарду Хойбергеру, однако результаты были признаны неудовлетворительными, и контракт был передан Легару. Однако и с его вариантом возникли проблемы. Позже Легар вспоминал
:

Прослушав только первые такты моей музыки, директора театра Карчаг и Вальнер заткнули уши и закричали:
— Это ужасно! Это не музыка! Это призрак банкротства! Эти музыкальные новшества у нас успеха иметь не могут! Где тут Вена? Поющая, смеющаяся, чувствительная Вена, которую хотят увидеть и услышать наши зрители в каждой оперетте?
Я сидел, как на угольях. «Наверно, они правы, — думал я. — Они старые практики, а я неопытный дилетант».
Директора заявили, что нужно вернуть Хойбергера, у него трезвая голова, он не будет делать ненужных экспериментов, или пускай пригласят другого композитора, например, Рейнхардта или Хельмесбергера.
Но Леон был твёрд.
— Как вы не понимаете, — сказал он, — что оперетта с этой музыкой будет самой большой удачей в вашей антрепренёрской жизни?

Директора даже предложили Легару 5000 крон, если тот откажется от контракта. Но артисты театра, с увлечением репетировавшие спектакль, поддержали молодого автора.
Первая постановка оперетты состоялась в венском театре «Ан дер Вин» 30 декабря 1905 года. Успех был грандиозным. Публика многократно прерывала течение спектакля, вызывая артистов на «бис» и требуя повторения отдельных номеров, а в финале устроила нескончаемую овацию.
Оперетта была неоднократно экранизирована в разных странах. Существует также балет «Весёлая вдова».

## Действующие лица
| Персонаж                                                                 | Имя в оригинале     | Голос                        |
| ------------------------------------------------------------------------ | ------------------- | ---------------------------- |
| Ганна Главари, богатая молодая вдова                                     | Hanna Glawari       | сопрано                      |
| Граф Данило Данилович, первый секретарь посольства Понтеведро во Франции | Danilo Danilovitsch | тенор или лирический баритон |
| Барон Мирко Зета, посол Понтеведро                                       | Mirko Zeta          | баритон                      |
| Валансьенна, жена барона Зеты                                            | Valencienne         | сопрано                      |
| Граф Камилл де Росильон, французский атташе                              | Camille de Rosillon | тенор                        |
| Рауль де Сент-Бриош, французский дипломат                                | Raoul de St Brioche | тенор                        |
| Виконт Каскада, дипломат                                                 | Vicomte Cascada     | баритон                      |
| Негуш, секретарь посольства                                              | Njegus              | (разговорный)                |
| Парижане, понтевердцы, гости, слуги                                      |                     |                              |

## Сюжет

### Акт I

Ганна (Мицци Гюнтер) и Данило (Луи Тройман) в «Весёлой вдове» (1906 год)

Посольство Великого герцогства Понтеведро (в других переводах — Монте-Негро или Монте-Вердо) в Париже. Бал в честь дня рождения герцога. Однако посол, барон Зета (либреттист дал послу фамилию по древнему славянскому государству Зета, находившемуся на территории Черногории), невесел: герцогству грозит банкротство. Если Ганна Главари, вдова богатого понтеведрийского банкира, выйдет замуж за иностранца, то её 20 миллионов, существенная часть национального богатства, уплывут из страны… Посол барон Зета рассматривает в качестве жениха третьего секретаря посольства, известного сердцееда «графа Данило» (волею либреттиста — тёзка черногорского кронпринца Данило Петровича-Негоша). Собственно, он и затеял этот бал с целью познакомить их. Ганна уже прибыла, окружённая плотной толпой претендентов на её руку и сердце, а граф Данило куда-то пропал. Наконец его обнаруживают в знаменитом парижском ресторане «Максим» и доставляют в посольство, где он преспокойно засыпает на удобном диване.
Будит Данило появление Ганны; когда-то они были влюблены друг в друга, но семейство графа Данило противилось его женитьбе на бедной и незнатной девушке. В конце концов Данило отослали в Париж, а обиженная Ганна вышла замуж за старика Главари. Это, в свою очередь, обидело Данило, и теперь, когда Ганна достигла высокого положения и богатства, когда вокруг неё вьются многочисленные поклонники, Данило не желает быть в их числе. Он решает избегать общения с Ганной.
Тем временем жена посла Зеты, хорошенькая Валансьенна (нем. Valencienne, в русских переводах — Валентина), флиртует с влюблённым в неё графом Камиллом де Россильоном, французским атташе. Валансьенна объявляет Камиллу, что, как порядочная дама, она запрещает ему говорить о своей любви. Тогда Камилл пишет слова признания на её веере; увы, Валансьенна где-то забывает этот веер.

### Акт II
Праздник в доме Ганны Главари. Гости участвуют в национальных танцах, а сама Ганна поёт знаменитую «песню о Виле» (лесной дриаде из балканского языческого пантеона). Барон Зета нашёл веер со словами любви и теперь гадает, чей он. Данило забирает у него компрометирующий предмет и сразу узнаёт почерк Камилла, однако хранит этот факт в тайне. Веер снова забыт, но теперь попадает к Ганне, которая принимает его за неуклюжий способ Данило признаться ей в любви.
Легкомысленная Валансьенна уединяется с Камиллом в летнем павильоне. К несчастью, её муж-посол созывает совещание сотрудников посольства именно в этом павильоне. Дверь заперта, но, всмотревшись сквозь замочную скважину, он узнаёт жену и Камилла. Пока барон поднимает скандал, Валансьенна скрывается через другой выход, и её место в павильоне занимает Ганна, которая желает спасти честь подруги. Вдвоём с Камиллом они выходят из павильона и объявляют о своей помолвке.

### Акт III
Снова сад в особняке Ганны. Вдова успокаивает Данило и рассказывает ему правду о том, что произошло в павильоне. Чтобы гордость графа Данило не мешала ему сделать признание, Ганна сообщает всем об одной из статей завещания её мужа: в случае повторного замужества она теряет всё своё состояние. Данило немедленно признаётся ей в любви и делает ей предложение, после чего Ганна добавляет, что это состояние, по тому же завещанию, переходит к её новому мужу.

## Музыкальные номера
Часть номеров оперетты, особенно во II акте, основана на славянской мелодике.
1. Увертюра (написана в 1940 году)
2. Ансамбль (Verehrteste Damen und Herren)
3. 1-й дуэт Валансьенны и Камилла (So kommen Sie!)
4. Выход Ганны Главари (Frau Glawari darf keinen Pariser heiraten)
5. Выход графа Данило (Da geh' ich zu Maxim — «Пойду к „Максиму“ я»)
6. Ансамбль «Белый танец» (Damenwahl)
7. Вальс Данило (Wie die Blumen im Lenze erblueh’n)
8. Финал I акта (Der junge Mann tanzt Polka)
9. Вступление ко II акту и танец (Ich bitte, hier jetzt zu verweilen)
10. Песня Ганны о Вилье (Nun lasst uns aber wie daheim)
11. Дуэт Ганны и Данило (Dummer, dummer Reitersmann — «Глупый всадник»)
12. Ансамбль (Wie die Weiber — «Ради женщин»)
13. 2-й дуэт Валансьенны и Камилла (Sieh dort den kleinen Pavillon — «Тот уютный павильон»); этот блестящий дуэт отсутствовал при первых представлениях, Легар включил его позднее
14. Ансамбль у павильона (Ha! Ha!… Ha! Hanna und Camille!)
15. Песня Данило о принце и принцессе (Es waren zwei Koenigskinder)
16. Финал II акта (Allein liebt er mich, nur allein!)
17. Песня гризеток (Ja, wir sind es, die Grisetten)
18. Вальс-Дуэт Ганны и Данило (Bei jedem Walzerschritt / Lippen schweigen) — самый знаменитый номер из «Весёлой вдовы»
19. Финал (Ja, das Studium der Weiber ist schwer)

## Особенность российских постановок

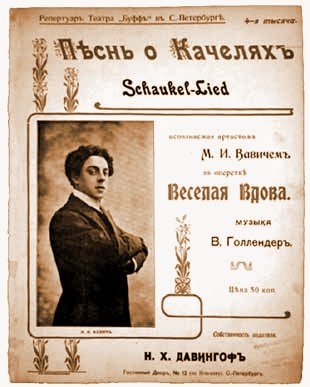
«Песнь о качелях», музыка В. Голлендер. Обложка нот (1906 г.)

В России премьера оперетты состоялась в Петербурге сразу в двух театрах. 19 сентября 1906 года — в «Пассаже», в антрепризе В. А. Неметти и А. Б. Вилинского; солисты Р. М. Раисова (Ганна), М. С. Дальский (Данило), А. Д. Кошевский (посланник). А 23 сентября — в «Зимнем Буффе» — режиссёр А. А. Брянский; солисты Н. И. Тамара (Ганна) и И. Д. Рутковский (Данило); М. И. Вавич (виконт Каскада). Быстро приобрел собственное значение использованный А. Брянским в своей в постановке вставной номер с качелями — красивая песня на музыку композитора Виктора Холлендера, под которую в такт музыке со сцены в зал раскачивались настоящие качели. Аттракцион, имевший у публики столь сильный отклик, закрепился в России как сценическая традиция и стал включаться в концертные программы как фрагмент из «Веселой вдовы». Часто на афишах объявлялось, что постановка именно с качелями, и это придавало ей особую, волнующую подлинность. Песня «Качели» («Ах, в дни чарующей весны») издавалась в виде нот и грампластинок крупными тиражами. С 1956 года постановки оперетты базировались главным образом на русском тексте В. З. Масса и М. А. Червинского.
В постановке Московского театра оперетты 2023 года (режиссер А.Франдетти) действие перенесено в Голливуд на киностудию, где ставится мюзикл по оперетте; линии и повороты сюжета одновременно развиваются на съемочной площадке и в жизни актеров и режиссеров.